# 4 năm, 2 chàng, 1 tình yêu
4 năm, 2 chàng, 1 tình yêu là một bộ phim tình cảm - hài hước Việt Nam, được công chiếu vào cuối năm 2016. Đây là phim điện ảnh đầu tay của nữ đạo diễn trẻ Luk Vân. Phim có sự tham gia của các diễn viên chính Midu, Harry Lu và Anh Tú Atus.

## Nội dung
Nữ sinh Quỳnh đang trên đường đi học thì thấy ba chàng trai đánh nhau giữa đường. Quỳnh đã can ngăn họ và đánh một chàng trai bị thương ở bàn tay. Cô không biết ba chàng trai này chính là bạn mới sẽ học cùng lớp với cô.
Tuấn - chàng trai bị Quỳnh đánh - liên tục trêu chọc Quỳnh để trả đũa cho việc cô làm anh bị thương. Lúc này ở trong trường, có một người rất yêu Quỳnh đó là Thành, cậu học sinh nhỏ tuổi hơn cô.
Tuấn vẫn cứ tiếp tục chọc ghẹo Quỳnh. Tuấn lái xe hơi đến đòi chở Quỳnh về nhà, cô từ chối nhưng anh vẫn bắt cô lên xe. Nói là chở về nhà, nhưng thực ra Tuấn chở Quỳnh ra đến tận bãi biển, sau đó bị công an giao thông phạt xe. Cả hai đành đi xe đò về lại thành phố. Thời gian này Tuấn đã nói lời tỏ tình với Quỳnh.
Mẹ của Tuấn bắt Tuấn chuẩn bị theo bà về Mỹ, mặc dù anh ra sức phản đối. Ở hội trại mùa thu, Tuấn đã lên sân khấu hát một ca khúc tặng cho Quỳnh. Tuấn còn tặng Quỳnh một cái điện thoại, rồi anh táo bạo hôn lên môi cô. Điều này khiến Thành buồn khi anh ở gần đó chứng kiến cuộc tỏ tình. Bất ngờ có một bọn giang hồ truy đuổi Tuấn. Bọn giang hồ này là thuộc hạ của ông Lâm - đối thủ của mẹ Tuấn. Ông Lâm muốn bắt Tuấn để ép mẹ anh từ bỏ chức chủ tịch hội đồng quản trị. Tuấn đang cố bỏ chạy thì bị xe tông, sau đó được đưa đi cấp cứu, và anh được cho là đã chết. Tuấn ra đi đúng lúc Quỳnh chấp nhận tình cảm của anh.
Bốn năm sau, Thành trở thành diễn viên nổi tiếng, còn Quỳnh làm quản lý và cũng là bạn gái của Thành. Họ vẫn đang làm việc chung với những người bạn học năm xưa. Anh chàng Việt kiều tên Ken từ Mỹ về Việt Nam nhận chức giám đốc của công ty giải trí. Quỳnh và cả nhóm đều ngạc nhiên khi thấy Ken giống y hệt Tuấn.
Thành vô tình thấy Ken khóc và nói xin lỗi Quỳnh, từ đó anh phát hiện ra Ken chính là Tuấn. Trong buổi liên hoan của công ty, Thành nói với Tuấn rằng họ đã rất khó khăn để trở về cuộc sống bình thường và hỏi Tuấn rằng "anh quay lại để làm khổ Quỳnh nữa à?". Tuấn vẫn còn sống sau vụ tai nạn năm xưa, suốt bốn năm qua anh thay đổi thân phận chỉ để tìm ra bằng chứng tố cáo những tội ác của ông Lâm. Ngôi mộ của Tuấn là do các bạn trong lớp dựng lên để tưởng nhớ anh, không một ai biết tin tức của anh sau khi anh bị tai nạn.
Khi Tuấn sắp bay về Mỹ, Thành liền chở Quỳnh ra sân bay. Thành kêu Quỳnh hãy giữ Tuấn lại, anh chấp nhận cho cô trở lại với Tuấn. Cuối phim, Tuấn và Quỳnh làm đám cưới.

## Diễn viên

### Vai chính
- Midu - Nguyễn Ngọc Như Quỳnh
- Harry Lu - Lưu Minh Tuấn / Ken
- Anh Tú Atus - Ngô Chí Thành

### Vai phụ
- Võ Ngọc Trai - Văn Nam
- Đào Hải Triều - Thanh Vinh
- Lê Thanh Tâm - Thanh Duy
- Lò Bảo Linh - Ngọc Khánh (Iris)
- NSƯT Hữu Châu - ba của Quỳnh
- NSƯT Phi Phụng - mẹ của Quỳnh
- NSƯT Mỹ Duyên - mẹ của Tuấn

### Khách mời
- Hoàng Yến Chibi - Mai
- Gin Tuấn Kiệt- Phong
- Linh Chi - Luk
- Him (The Air) - bạn của Thành
- Eight D (The Air) - bạn của Thành
- Lâm Hải Sơn - công an giao thông
- Minh Thuận - ông Lâm
- Ái Phương - cô giáo chủ nhiệm
- Trung Dân - tài xế của Tuấn
- Nhung Gumiho - nữ diễn viên
- Bùi Anh Tuấn - ca sĩ trong đám cưới

## Đề cử & giải thưởng
| Năm  | Giải thưởng             | Hạng mục                         | Đối tượng đề cử            | Kết quả   |
| ---- | ----------------------- | -------------------------------- | -------------------------- | --------- |
| 2016 | Ngôi Sao Xanh lần thứ 3 | Phim điện ảnh xuất sắc nhất      | 4 năm, 2 chàng, 1 tình yêu | Đề cử     |
| 2016 | Ngôi Sao Xanh lần thứ 3 | Nữ diễn viên xuất sắc nhất       | Midu                       | Đề cử     |
| 2016 | Ngôi Sao Xanh lần thứ 3 | Gương mặt triển vọng             | Anh Tú Atus                | Đề cử     |
| 2016 | Ngôi Sao Xanh lần thứ 3 | Gương mặt triển vọng             | Harry Lu                   | Đề cử     |
| 2016 | Ngôi Sao Xanh lần thứ 3 | Nữ diễn viên được yêu thích nhất | Midu                       | Đoạt giải |

## Nhạc phim
Bay (Nguyễn Hải Phong) chỉ là ca khúc ở ngoài sử dụng trong phim thôi
| Ca khúc                        | Ca sĩ        | Sáng tác       |
| ------------------------------ | ------------ | -------------- |
| Hẹn một mai                    | Bùi Anh Tuấn | Nguyễn Duy Anh |
| Hẹn một mai (Acoustic version) | Harry Lu     | Nguyễn Duy Anh |
| Như mới hôm qua                | Ái Phương    | Nguyễn Duy Anh |
| Mãi mãi là của nhau            | Bùi Anh Tuấn | Nguyễn Duy Anh |